# Lepidapedon luteum
Lepidapedon luteum är en plattmaskart. Lepidapedon luteum ingår i släktet Lepidapedon och familjen Lepocreadiidae.

## Underarter
Arten delas in i följande underarter:
- L. l. luteum
- L. l. abyssensis